# Constant II
|  | Per a altres significats, vegeu «Constant II (usurpador)». |

Constant II (?, 630 - Siracusa, 668) fou emperador romà d'Orient entre el 641 i el 668. A causa de la seva política econòmica va perdre gran part dels territoris imperials d'Àfrica i es va fer odiar pels italians. Va haver d'afrontar moltes derrotes militars. La seva política religiosa li va aportar nombrosos enemics i probablement fou la causa de la seva mort.

## Accés al tron
Fou batejat com a Flavi Heracli Constant. A la mort del seu pare, Constantí III, el (641) després d'un efímer regnat, el tron fou ocupat per Heraclones, germà petit de Constantí III, que fou instrument de la seva mare Martina, i aviat enderrocat per una revolta dirigida per Valentí Cèsar que va obligar a admetre Heracli com a coemperador (641) i llavors va agafar el nom de Constantí que tot seguit va canviar a Constant.
Poc després Heraclones i Martina foren empresonats i enviats a l'exili; Constant d'onze anys, va quedar com a únic emperador l'agost del 641. Valentí va tenir el poder efectiu, ja que era comandant de l'exèrcit i va casar la seva filla amb Constant II, el qual era molt jove i es deixava aconsellar per ell. Valentí va perdre el suport del patriarca Pau II de Constantinoble i el de l'emperador en intentar usurpar el tron a través d'una revolució el 644, que va fracassar. El poble tampoc va acceptar l'usurpador i va morir en una lluita amb la multitud als carrers de la capital.
Acabat de confirmar-se en el tron, Constant es va adreçar al senat en un discurs i en aquella sessió es va acordar que, a causa de la seva jovenesa, governaria fins al 648 sota la tutela del senat.

## Regnat

L'Imperi Romà d'Orient el 650:
territori imperial
longobards de la Llombardia
longobards del Ducat de Benevento
àrabs

Com a resultat dels atacs dels longobards a la península Itàlica i els àrabs a Armènia i Xipre, l'Imperi va patir grans pèrdues territorials.

### Guerres contra els àrabs
Constant va enviar ambaixadors a la Xina per tal d'obtenir suport per intentar recuperar Alexandria (perduda per Heracli, el seu avi), i finalment va enviar el general Manuel amb una flota; els habitants es van revoltar contra el governador àrab Otman i Manuel va poder recuperar la ciutat (646). Aviat, però, la va haver d'abandonar quan Amr ibn al-As es va acostar amb un fort exèrcit i els mateixos ciutadans que eren monotelites li van obrir les portes, preferint la indiferència islàmica a les mesures restrictives dels governadors romans d'Orient i els melquites. Alexandria fou en part destruïda.
El 647 els àrabs van conquerir l'Exarcat d'Àfrica derrotant el governador Gregori en la batalla de Safetula i obligant els romans d'Orient de la regió a cedir Tripolitana i a pagar un tribut a canvi de conservar el domini de la resta del territori. El tractat de cessió de Tripolitana no tenia el suport de Constant, que va castigar els qui l'havien signat. Muàwiya I, llavors governador de Síria i futur califa omeia, es va adonar que mentre els romans d'Orient dominessin els mars podrien recuperar els territoris perduts i va decidir establir una poderosa flota per evitar que això passés; d'aquesta manera els romans d'Orient van perdre el control dels mars per al benefici dels àrabs, que va infligir nombroses derrotes al mar, fent definitivament establert el somni d'una conquesta romana d'Orient de Síria i Egipte. El Califa va conquerir Xipre però dos anys després fou recuperada pel general Cacorizos. També van fer atacs a Cilícia i Isàuria.
El 648 es va concertar una treva amb els àrabs, que van aprofitar per conquerir Núbia i Etiòpia, que no eren romanes d'Orient. El 651 les hostilitats van esclatar de nou i els àrabs van fer una expedició a Sicília i van ocupar algunes ciutats i s'hi van mantenir. El mateix any fou conquerida Rodes i les restes del colós foren venudes a un jueu d'Emesa.

### Política religiosa
L'emperador va protegir els monotelites i va prohibir les discussions religioses a través de l'edicte anomenat Tipus de Constant, promulgat el 648, que fou rebutjat pel Papa Teodor I i Constant el va exiliar a Trebisonda. El papa escollit pels bisbes com a successor va ser Martí I i calia que l'elecció fos confirmada per l'emperador, però aquest va posar com a condició que signés la seva adhesió al Tipus; llavors el 5 de juliol del 649 Martí es va proclamar papa sense el vistiplau de Constant. Per fer obeir el Tipus, l'exarca d'Itàlia, Teodor I Cal·líopes (648-649 i 652-666), va arrestar al Papa Martí I (653), el va enviar primer a Messina, després a Naxos i finalment el 654 a Constantinoble, on fou jutjat i condemnat a mort per una suposada correspondència amb infidels. La condemna del papa, per intercessió del patriarca Pau, va ser commutada per una deportació a Quersonès, a Crimea, on va morir el setembre del 655. Altres bisbes ortodoxos foren perseguits, entre ells sant Màxim, que va morir al seu exili al Caucas el 662.
El successor de Martí, el Papa Eugeni I, va intentar la reconciliació amb l'emperador, enviant llegats a Constantinoble; es van trobar amb el patriarca Pere, que va intentar arribar a un acord amb els nestorians argumentant que en Crist hi ha dues voluntats per a cada tipus, a més d'una hipòstasi relativa; amb això el monotelisme quedava transformat en un tritelisme. El papa Eugeni no va acceptar la proposta de Pere. L'1 de març del 666, a petició de l'arquebisbe Maure, Constant va promulgar un decret que proclamava l'església de Ravenna «autocèfala», és a dir que permetia al bisbe de Ravenna ser elegit sense la ratificació papal.

### Atacs a Anatòlia
En 651 els àrabs van saquejar Anatòlia i van prendre captives 5.000 persones; Constant va enviar un ambaixador a Muàwiya i va accedir a signar una treva de dos anys. Es va produir un gran descontentament entre la població i la província d'Armènia es va revoltar sota un cap anomenat Pasagnatos, que després es va sotmetre voluntàriament als àrabs. El 655 el califa va atacar Cesarea i amb una flota va amenaçar el Bòsfor. Constant va deixar el comandament de Constantinoble al seu fill Constantí (Constantí IV) i va marxar amb una flota a la mar Egea. Es va trobar amb una flota àrab a la costa de Lícia i els romans d'Orient foren derrotats totalment en la batalla dels Pals. L'emperador va salvar la vida perquè havia tingut un somni premonitori en què eren derrotats, llavors va vestir un soldat amb les seves robes i quan aquest va morir a mans d'un àrab, l'assassí anava dient molt convençut que havia mort l'emperador. L'atac a la capital de l'Imperi es va interrompre per l'assassinat del califa, ja que el seu successor Muàwiya va haver de fer front a una guerra civil.

### Guerres contra els eslaus
Deslliurat dels àrabs, Constantí va poder combatre amb èxit als eslaus, tant al nord com al sud del Danubi. L'objectiu d'aquesta expedició no era recuperar les províncies d'Il·líria perdudes sinó defensar la Grècia romana d'Orient i expulsar-ne els eslaus. Els eslaus van patir una aclaparadora derrota, i molts d'ells van ser esclavitzats i traslladats a l'Àsia per ser utilitzats contra els àrabs.

### Projecte de reconquesta italiana
El 661 va fer matar el seu germà Teodosi el qual havia volgut obligar a fer-se sacerdot i s'havia rebel·lat, però les causes podrien ser altres. Els remordiments no el deixaven viure i va marxar a Itàlia on des del 641 el rei Rotari dels longobards (636-652) havia conquerit la part nord dels dominis imperials i el seu successor Grimoald (662-671) va avançar cap al sud. Constant volia recuperar la península i restaurar Roma com a capital imperial.
L'hivern del 662 al 663 va estar a Atenes mentre el seu fill Constantí era governador de Constantinoble, després va salpar cap a la península Itàlica. Els romans d'Orient no van veure bé que l'emperador tingués intenció de residir fora de la capital, a la qual cosa ell responia: «La mare Roma és més digna de mi que la seva filla [Constantinoble].» En última instància, el seu pla de traslladar la capital de Constantinoble a Siracusa tindria un paper clau en el seu assassinat anys més tard.
Finalment Constant va fer la campanya d'Itàlia amb l'aliança dels francs de Nèustria, que encara que inicialment fou victoriosa, va acabar amb derrotes. Llavors es va retirar cap a Siracusa on, per les seves exaccions, molts van fugir cap a Síria i es van fer musulmans (664).
El 665 va imposar a les províncies d'Àfrica un tribut més alt que el que pagaven els provincials africans al Califa; això va provocar la revolta dels autòctons que van convidar els àrabs a ocupar el país. Els omeies van conquerir la major part d'Àfrica sense esforç.

## Mort

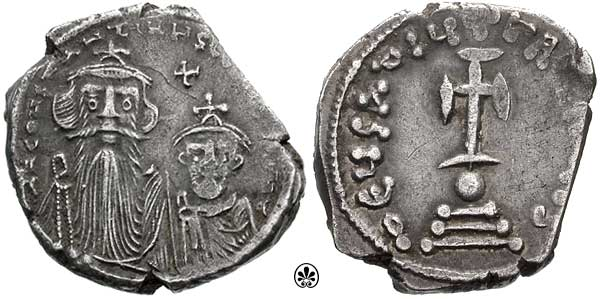
Moneda de plata amb les imatges de Constant II i el seu fill Constantí IV.

El 15 de juliol del 668, mentre prenia el bany, el servent que portava el plat del sabó el va assassinar; probablement per encàrrec dels bisbes ortodoxos contraris al monotelisme. Arribada la notícia a Constantinoble, el seu fill Constantí IV fou proclamat emperador. De la seva esposa Fausta, filla de l'usurpador Valentí, va tenir dos fills més: Heracli i Tiberi. Mentre Constantí IV era proclamat emperador, alguns cronistes diuen que a Siracusa, un general anomenat Mecenci també va ser proclamat emperador.